# 자궁경부 폴립
자궁경부 폴립(子宮頸部-, cervical polyp)은 자궁경관의 표면에 난 양성 용종 또는 종양이다. 비정기적인 월경 출혈을 일으킬 수 있지만 증상이 없는 경우도 종종 있다. 치료에는 폴립을 단순히 제거하는 것으로 이루어지며 예후는 일반적으로 양호한 편이다. 자궁경부 폴립의 약 1%는 종양적 변화를 보이며 암으로 발전할 수 있다.

## 병인
자궁경부 폴립의 병인은 확실하지 않지만, 자궁경관의 염증과 자주 관련된다. 에스트로겐의 수치가 급격히 상승하거나 자궁 혈관이 막혀서 발생할 수도 있다.

## 증상
자궁경부 폴립은 증상이 없는 편이다. 증상이 있을 경우, 월경 간 출혈, 비정상적으로 심한 월경 출혈(과다월경), 폐경기 이후 여성의 경우 질내 출혈, 성관계 후 출혈, 진하고 흰, 또는 노란 빛깔의 질 액체 방출(대하) 등을 경험할 수 있다.

## 진단

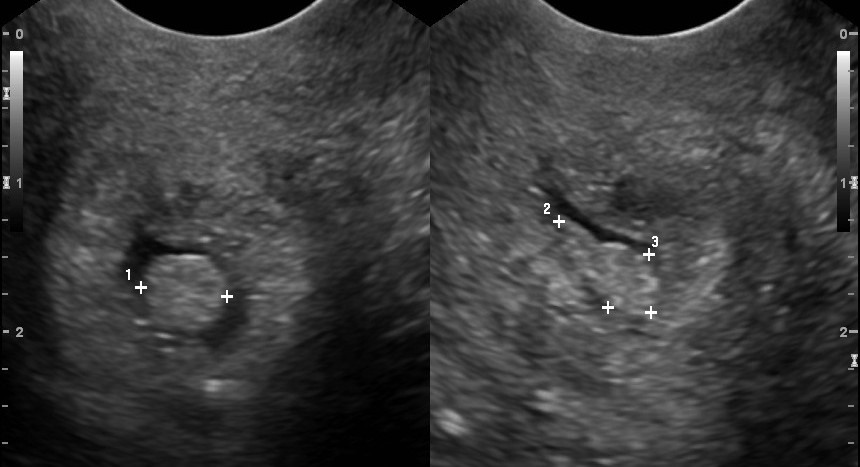
초음파를 통해 보이는 자궁경부 폴립

자궁경부 폴립은 골반 내진을 통해 자궁경관에서 빨갛거나 보랏빛을 띄는 돌출부를 관찰할 수 있다. 자궁경관의 생검을 통해 세포가 확연히 들어나면 진단이 확정된다.

## 치료
자궁경부 폴립은 링 겸자를 사용하여 제거할 수 있다. 외과용 스트링을 폴립에 묶은 다음 절제시켜 제거할 수도 있다. 그 뒤 폴립의 나머지 기반 부위는 레이저를 사용하거나 전기소작기를 통해 제거할 수 있다. 폴립이 감염이 되면, 항생제를 처방받을 수 있다.

## 예후
자궁경부 폴립의 99%가 양성으로 남으며 1%는 어느 정도 신생물적 변화를 보인다. 자궁경부 폴립이 다시 성장할 가능성은 낮다.

## 위험 요소와 역학
자궁경부 폴립은 아이가 있는 여성과 폐경기의 여성에게 매우 흔하게 볼 수 있는 질환이다. 월경 이전의 여성과 폐경 후의 여성에게는 희귀한 질병이다.

## 구조
자궁경부 폴립은 손가락과 비슷한 길이로 성장하며, 일반적으로 길이는 1 cm가 안 된다. 일반적으로 밝은 빛의 빨간색이며, 스펀지와 같은 질감을 지닌다.